# Маскування звуку
Маскува́ння зву́ку - явище, що полягає в погіршенні чутності одного звуку (сигналу) у присутності інших звуків (перешкод). Зазвичай погіршення чутності виражається в підвищенні порога виявлення сигналу, і M. з. можна оцінювати кількісно числом дБ, на які підвищується поріг чутності в присутності перешкоди (поріг маскування). Розрізняють одночасне, пряме послідовне і зворотне M. з. У першому випадку тестовий сигнал і перешкода (Маскер) звучать одночасно, у другому - сигнал слідує за Маскером, у третьому - сигнал передує Маскеру. Зворотне маскування виявляється тільки для коротких сигналів.
Якщо сигнал і перешкода широкосмугові, то величина одночасного M. з. у великому динамічному діапазоні пропорційна рівню інтенсивності перешкоди. Якщо сигнал і Маскер - тони однакової частоти, то M. з. зростає повільніше рівня Маскера. При розходженні спектрального складу сигналу і перешкоди M. з. визначається гол. чином складовими перешкоди, близькими за спектром до сигналу. Для виявлення частотної вибірковості слуху як сигнал і Маскер використовують чисті тони або дуже вузькосмужні шуми. Залежність від частоти рівня Маскера, необхідного для маскування слабкого сигналу фіксов. частоти і рівня, характеризує частотну настройку слухової системи в області частоти сигналу. У режимі прямого послідовного маскування частотна вибірковість підвищується, що пояснюється проявом нелінійних властивостей равлика вуха.